# Musée national (France)
Le terme de musée national se rapporte en France aux musées placés sous la gestion administrative du Service des Musées de France du ministère de la culture, dont la liste est fixée à l'article 1, sous le titre 1er « Musées nationaux », du décret no 45-2075 du 31 août 1945 portant application de l'ordonnance relative à l'organisation provisoire des musées des beaux-arts. Cette liste a été reprise au sein de la partie réglementaire du code du patrimoine quand il a été promulgué par les décrets 2011-573 et 2011-574 du 24 mai 2011.
Les musées qui relèvent d'autres services du ministère de la culture ou d'autres ministères, comme le musée national de la marine, qui dépend du Ministère de la défense, ne relèvent donc pas de cette catégorie. Il y a en tout 64 musées relevant de l'État en 2014. Ils ont tous automatiquement le label Musée de France.
Ces musées ont pour certains d'entre eux acquis le statut d'établissement public : centre Pompidou, musée du Louvre (qui gère également le musée Delacroix), musée d'Orsay (qui gère également le musée de l'Orangerie et le musée Hébert), château de Versailles, musée du quai Branly, musée des monuments français (au travers de la cité de l'architecture et du patrimoine), musée de la musique (au travers de la cité de la musique), musées de la céramiques de Sèvres et Limoges (cité de la céramique - Sèvres et Limoges), musée Rodin, musées Gustave-Moreau et Jean-Jacques-Henner, château de Fontainebleau, musée Guimet (qui gère aussi le musée d'Ennery), MUCEM, musée Picasso, musée national de l'histoire de l'immigration (établissement du Palais de la Porte Dorée). Les autres musées sont des services à compétence nationale dont la gestion se fait en partenariat avec la Réunion des musées nationaux (RMN).

## Historique
Il existait à l'origine 4 musées nationaux : le musée du Louvre, le musée du Luxembourg, le Musée des antiquités nationales de Saint-Germain en Laye et le château de Versailles. Ils sont à la base de la constitution par la loi du 16 avril 1895 de la Réunion des musées nationaux, dotée de la personnalité juridique, en vue notamment de favoriser l'acquisition d'œuvres pour ces musées. La RMN est devenue un établissement public à caractère industriel et commercial (EPIC) en 1990.

## Liste

### Musées parisiens
- musée du Louvre et ses différents départements ;
- musée de l'Orangerie des Tuileries (collection Walter Guillaume et Nymphéas de Claude Monet) ;
- musée du Moyen Âge-thermes et hôtel de Cluny ;
- musée des arts asiatiques Guimet ;
- musée Gustave Moreau ;
- musée d'Ennery ;
- musée Rodin ;
- musée Jean-Jacques Henner ;
- musée Eugène Delacroix ;
- musée Hébert ;
- musée Picasso ;
- musée d'Orsay ;
- musée du quai Branly ;
- Musée de la musique (Cité de la musique) ;
- musée national de l'histoire de l'immigration (Cité nationale de l'histoire de l'immigration) ;
- musée national d'art moderne (Centre national d'art et de culture Georges Pompidou) ;
- musée des monuments français (Cité de l'architecture et du patrimoine) ;
- musée des plans et reliefs.

### Autres musées de la région parisienne
- musée de la céramique (Sèvres) ;
- musée des châteaux de Versailles et de Trianon et ses annexes de la salle du Jeu de paume et du musée des carrosses (Versailles) ;
- musée d'archéologie nationale (des origines à l'an mille)-château de Saint-Germain-en-Laye (Saint-Germain-en-Laye) ;
- musée des châteaux de Malmaison et de Bois-Préau (Rueil-Malmaison) ;
- musée du château de Fontainebleau (Fontainebleau) ;
- musée de Port-Royal des Champs (Magny-les-Hameaux) ;
- musée de la Renaissance-château d'Écouen (Écouen).

### Autres musées
- musée des civilisations de l'Europe et de la Méditerranée (Marseille)[N 1] ;
- musée de la Maison Bonaparte (annexe du musée de Malmaison) (Ajaccio) ;
- musée du château de Compiègne et son annexe le Musée national de la voiture et du tourisme (Compiègne) ;
- musée du château de Pau (Pau) ;
- musée franco-américain du château de Blérancourt (Blérancourt) ;
- musée Magnin (Dijon) ;
- musée de la porcelaine Adrien Dubouché (Limoges) ;
- musée Clemenceau et de Lattre de Tassigny (Mouilleron-en-Pareds) ;
- musée napoléonien et musée africain de l'île d'Aix, fondation Gourgaud (annexe du musée de Malmaison) (Île-d'Aix) ;
- musée Fernand Léger (Biot) ;
- musée Marc-Chagall (Nice) ;
- musée de Vallauris (La Guerre et la Paix de Picasso) (Vallauris) ;
- musée de préhistoire (Les Eyzies-de-Tayac-Sireuil).